# Suporte (heráldica)

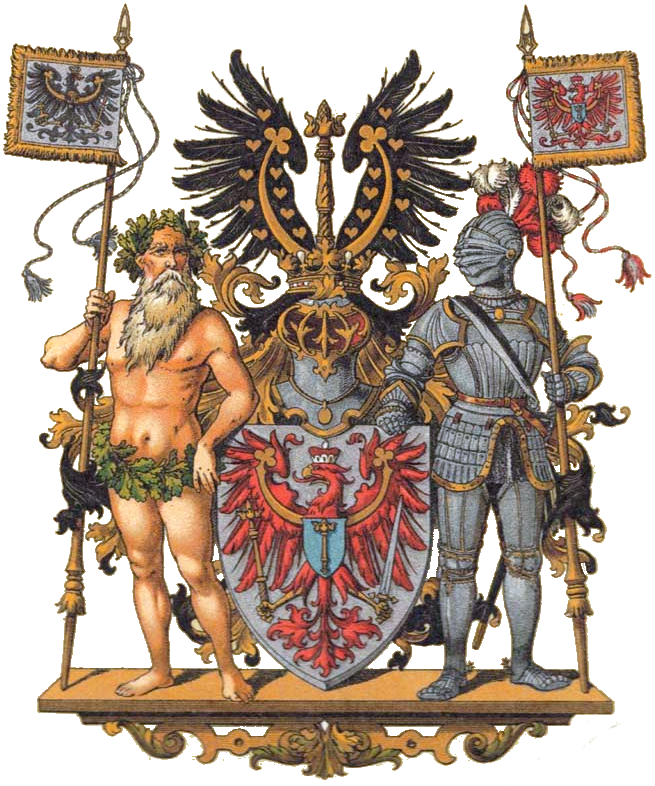
Tenentes (selvagem e cavaleiro medieval) nas armas da província prussiana do Brandemburgo

Suportes (touros) nas armas da Região Autónoma dos Açores

No âmbito da heráldica um suporte é um tipo de ornamento exterior do escudo de um brasão de armas que consiste numa figura que o sustenta ou guarda.

## Tipos de suportes
A heráldica distingue vários tipos de suportes:
- Tenente: é uma figura que representa um ser humano;
- Suporte (em sentido restrito): é uma figura que representa uma entidade não humana, tal como um animal real ou imaginário, um vegetal ou um objecto inanimado. Na heráldica de alguns países, os vegetais e objetos inanimados são classificados à parte como um tipo de suporte à parte, referido como "apoio";
- Apoio: é um suporte consistindo num vegetal ou num objeto inanimado. Apenas individualizado na heráldica de alguns países, como é o caso da francesa (onde na língua nativa é designado soutien). Na heráldica de outros países, as plantas e objetos inanimados são também classificados como "suportes (em sentido restrito)".

## Representação nos brasões
Os suportes são representados, normalmente, aos pares, um de cada lado do escudo, na atitude de o suster. As figuras representadas pelos suportes podem ser animais reais ou imaginários, seres humanos ou semi-humanos, plantas, árvores, elementos de arquitetura, barcos, etc.. As figuras escolhidas para suportes podem referir-se a características específicas das entidades representadas ou ter apenas significados simbólicos.
Apesar de, na maioria dos casos, os suportes serem representados aos pares, um de cada lado do escudo, há inúmeras excepções. Os suportes presentes nas armas da República do Congo são dois elefantes, saindo de trás do escudo. Nas armas da Áustria, existe apenas um suporte (uma águia) representado atrás do escudo. As armas da Islândia apresentam quatro suportes, representando os quatro landvættir (seres mágicos, protectores da nação). Os animais, que figuram como suportes, são, normalmente, representados em atitude rompante voltados para o escudo, mas também aqui existem muitas excepções.

## Heráldica portuguesa
Na heráldica portuguesa são raros os casos em que um brasão de armas foi formalmente concedido com suportes.
 
No entanto é muito comum a representação artística dos brasões de armas com suportes não oficiais. O exemplo mais conhecido desta prática são as próprias armas de Portugal. Durante a Dinastia de Avis era comum a representação das armas reais com dois anjos como tenentes e, durante a Dinastia de Bragança, com duas serpes como suportes.

## Exemplos de suportes heráldicos

Um suporte (águia) na armas da Áustria
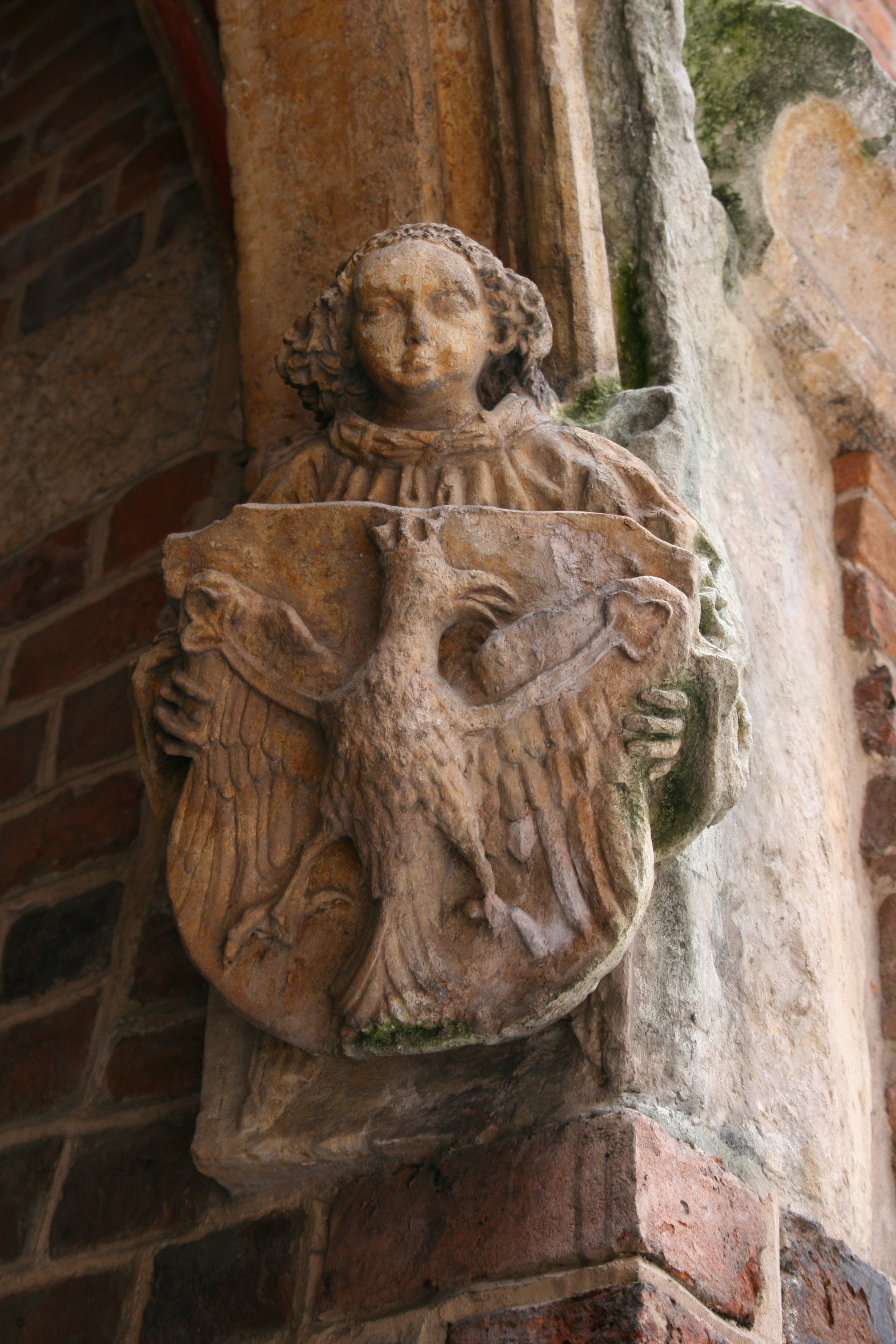
Um tenente (anjo) segurando o escudo da Polónia, esculpido num edifício em Cracóvia
Um apoio (Ramos de Louro) nas armas de Portugal
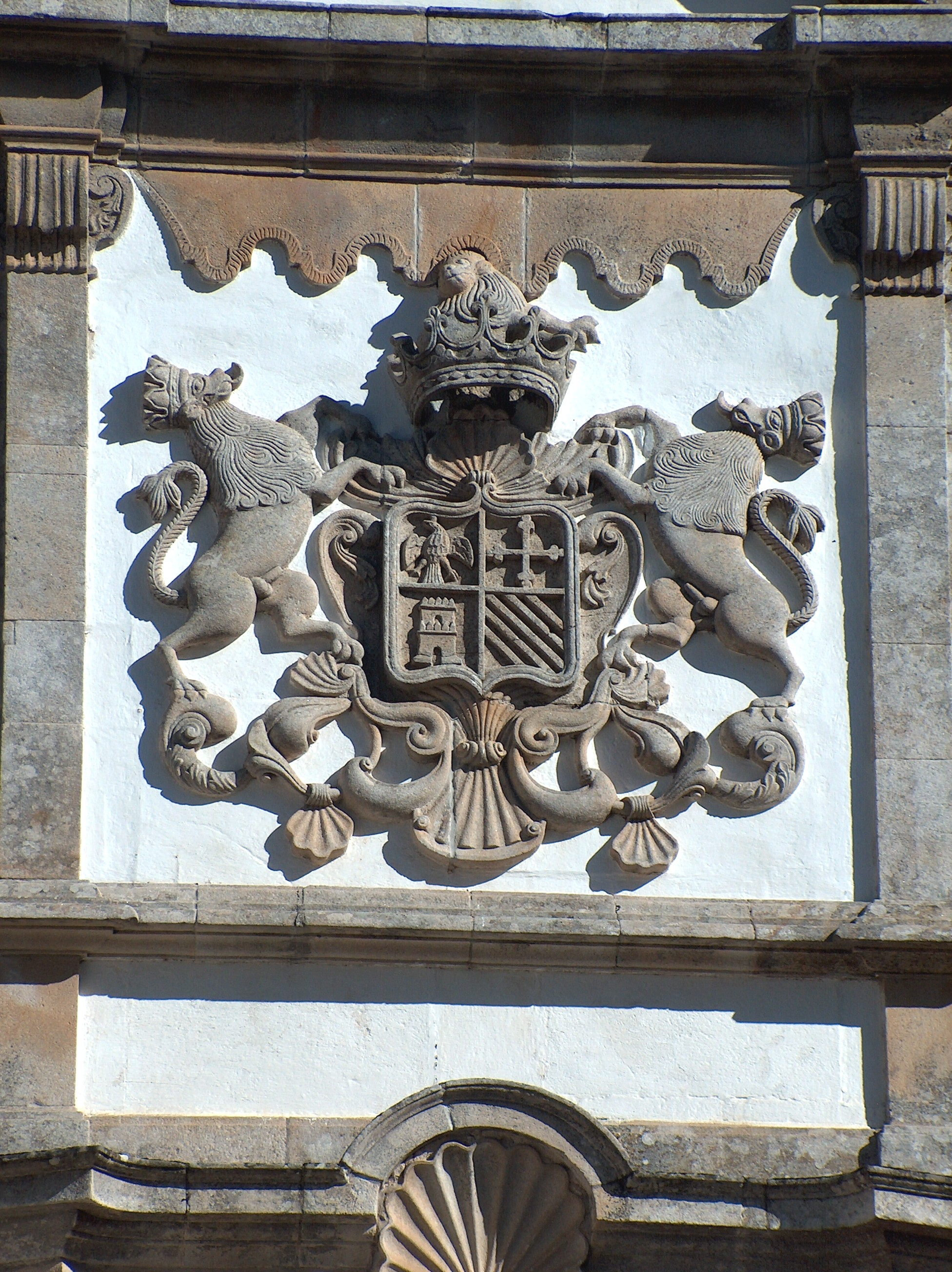
Dois suportes (leões) nas armas dos morgados de Mateus, esculpidas no Palácio de Mateus
Dois apoios (letras L) nas armas de Valência